# Johann Gottfried Kiel
Johann Gottfried Kiel (né le 25 octobre 1717 à Korner, mort le 11 novembre 1791) est un peintre céramiste allemand de la manufacture d'Abtsbessingen.

## Biographie
Johann Gottfried Kiel est le fils du tisserand de lin Ernst Georg Kiel. On ne sait rien de sa jeunesse et de sa formation. Le 13 août 1740, il épouse Sophie Ursula Becker, originaire de Hessisch Oldendorf.
Les premières céramiques dont on est sûr qu'il est l'auteur datent de 1747. La manufacture d'Abtsbessingen est créée en 1740.
Alors que les autres peintres ne travaillent que quelques années, Kiel reste à Abtsbessingen jusqu'en 1790. En 1770, la production baisse fortement et des bâtiments de la manufacture sont démolis.
En 1769, Johann Gottfried Kiel devient le chantre de l'église d'Abtsbessingen.